# Diena
Diena is een gemeente (commune) in de regio Ségou in Mali. De gemeente telt 9500 inwoners (2009).
De gemeente bestaat uit de volgende plaatsen:
- Diena
- Fan
- Koloni
- Kontola
- Pintéguéla